# Cabergolina
Cabergolina é um fármaco agonista dopaminérgico derivado do ergot, fungo contaminante comum do centeio e outros cereais, ou pelo uso excessivo ou mal orientado de drogas derivadas da ergolina. com longa ação, utilizado como inibidor da secreção de leite, bloqueando a prolactina.
É derivado da cravagem dos cereais e agonista dopaminérgico.

## Indicações
- Amenorréia
- Oligomenorréia
- Anovulação
- Galactorréia
- Síndrome da sela vazia, com hiperprolactinemia assoaciado.
- Adenoma hipofisário
- Hipotensão postural

## Contra-indicações
Podem ser considerado contra-indicações do fármaco a ingestão concomitante com antipsicóticos, na gravidez e lactação, insuficiência hepática, pré-eclâmpsia e hipertensão.

## Nomes comerciais
- Dostinex®

- Cabertrix

- Caberedux

## História
Cabergolina foi sintetizada pela primeira vez pelos cientistas da companhia farmacêutica italiana Farmitalia-Carlo Erba e Milão que estavam experimentando com derivados semi-sintéticos do ergot e uma aplicação de patente foi feita em 1980.  A primeira publicação científica foi feita em uma reunião da Sociedade pela Neurociência em 1991.
Farmitalia-Carlo Erba foi adquirida pela Pharmacia em 1993, que por sua vez foi adquirida pela Pfizer em 2003.